# Plutellidae

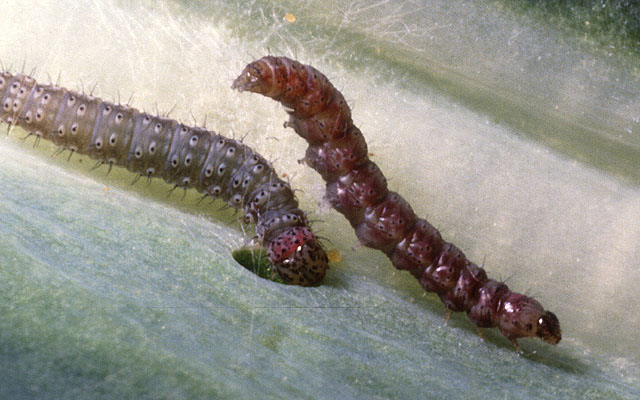
Orugas

Plutellidae es una familia de lepidópteros. Algunos autores la consideran una subfamilia de Yponomeutidae, pero otros la consideran una familia con tres subfamilias: Plutellinae, Praydinae y Scythropiinae.

## Características
Son polillas pequeñas a medianas con alas entre 7 a 55 mm. La cabeza generalmente tiene escamas lisas y las antenas a menudo tienen un engrosamiento en la sección media. Las alas son alargadas y las alas posteriores suelen tener flecos largos. Las alas anteriores a menudo parecen tener forma de hoz debido a la disposición de los flecos. Suelen ser poco coloridas, con algunas bandas y marcas. Los adultos suelen ser crepusculares y nocturnos. Las larvas se alimentan de la superficie de las hojas y las reducen a esqueletos al no comer las nervaduras. Se alimentan de plantas de varias familias (Berberidaceae, Ericaceae, Caprifoliaceae), pero la mayoría se alimentan de Brassicaceae (crucíferas). Algunas especies son plagas de cultivos, especialmente la especie de origen europeo, Plutella xylostella y las del género Prays.

## Algunos géneros
- Angoonopteryx Moriuti, 1983
- Anthonympha Moriuti, 1971
- Araeolepia Walsingham, 1881
- Arrhetopista Meyrick, 1936
- Automachaeris Meyrick, 1907
- Bahrlutia Amsel, 1935
- Cadmogenes Meyrick, 1923
- Calliathla Meyrick, 1931
- Charitoleuca Meyrick, 1938
- Charixena Meyrick, 1920
- Circoxena Meyrick, 1916
- Conopotarsa Meyrick, 1913
- Diastatica Meyrick, 1938
- Diathryptica Meyrick, 1907
- Dieda Diakonoff, 1955
- Dolichernis Meyrick, 1891
- Doxophyrtis Meyrick, 1914
- Eidophasia Stephens, 1842
- Endozestis Meyrick, 1933
- Eudolichura Clarke, 1965
- Genostele Walsingham, 1900
- Gypsosaris Meyrick, 1909
- Helenodes Meyrick, 1913
- Hyperxena Meyrick, 1882
- Lepocnemis Meyrick, 1913
- Leuroperna Clarke, 1965
- Lunakia Klimesch, 1941
- Niphodidactis Meyrick, 1938
- Orthenches Meyrick, 1885
- Orthiostola Meyrick, 1927
- Paraxenistis Meyrick, 1919
- Phalangitis Meyrick, 1907
- Philaustera Meyrick, 1927
- Phylacodes Meyrick, 1905
- Pliniaca Busck, 1907
- Plutella Schrank, 1802
- Prays Hübner, 1825
- Proditrix Dugdale, 1987
- Protosynaema Meyrick, 1885
- Psychromnestra Meyrick, 1924
- Rhigognostis Zeller, 1857
- Scaeophanes Meyrick, 1932
- Scythropia Hubner, 1825
- Spyridarcha Meyrick, 1913
- Stachyotis Meyrick, 1905
- Tonza Walker, 1864
- Tritymba Lower, 1894
- Zarcinia Chretien, 1915

## Géneros y especies excluidos
Erechthias niphochrysa estaba incluido antes como diferente de Acrocenotes.
La familia Acrolepiidae (incluyendo los géneros Acrolepia, Acrolepiopsis y Digitivalva) se incluyen a veces en Plutellidae.